# Barbarano (Salò)
Barbarano è una frazione del comune di Salò, in provincia di Brescia. È situata quattro chilometri a est del centro di Salò, sulla strada Gardesana Occidentale, alle porte di Gardone Riviera, sul lago di Garda.

## Monumenti e luoghi d'interesse
- Palazzo Terzi-Martinengo, del XVI secolo[1]
- Convento dei Frati Minori Cappuccini, del XVI secolo[2][3]